# Грб Ирана
Грб Ирана је званични хералдички симбол државе Исламска Република Иран. Грб је у употреби од 1979. непосредно након Иранске револуције, а признао га је и ајатолах Хомеини.
Представља стилизовано арапско писмо речи Allah (Бог), (арап: ﺍﷲ).
Симболички се састоји од 4 полумесеца и мача. 4 полумесеца представљају реч Алах, и у исто време, фразу: "La ilaha illa Allah" (Нема Бога осим Алаха), како је објашњено у детаље у Иранском стандарду. Свих 5 делова грба симболизује принципе религије ислама. Изнад мача, налази се шада (shadda): у арапском писму наглашава двоструку вредност слова, овде наглашава снагу мача. Обрис грба је одабран због подсећања на цвет тулипана, због свих који су дали свој живот за Иран. Према старом веровању у Ирану, које потиче из митологије, ако млад војник погине због домовине, црвени тулипан ће израсти на његовом гробу. У задњим годинама то је, такође, и симбол мученика. Налази се на застави Ирана.
Грб је као симбол уписан у Уникоду, под мешовитим симболима, и код му је U+262B (☫).